# Водовыпуск

Водовыпуск

Водовыпуск — искусственно-системное удаление воды из коллекторов, камер, трубопроводов.
Этот вид коммуникаций является неизменной частью в системе подземных сооружений.

## Принцип работы
Коллектора, камеры, подземные туннели (включая, например, метрополитен) имеют стены, материалы которых (как правило, железобетон) частично разрушаются со временем, в результате внутрь этих сооружений начинает просачиваться вода.
Для стока этой воды в самых нижних точках сооружений строятся приямки, куда стекает вся просачивающаяся вода, а уже из этого приямка строятся трубопроводы в действующие водостоки.